# ارنی بیتس
ارنی بیتس (انگلیسی: Ernie Bates; ۱۰ ژوئن ۱۹۳۵ – فوریهٔ ۱۹۹۵) بازیکن فوتبال بود.
از باشگاه‌هایی که در آن بازی کرده‌است می‌توان به باشگاه فوتبال هادرزفیلد تاون اشاره کرد.